# Nenkovîci, Zaricine
Nenkovîci (în ucraineană Неньковичі) este localitatea de reședință a comunei Nenkovîci din raionul Zaricine, regiunea Rivne, Ucraina.

## Demografie
Componența lingvistică a localității Nenkovîci
     Ucraineană (99,04%)
     Alte limbi (0,95%)
Conform recensământului din 2001, majoritatea populației localității Nenkovîci era vorbitoare de ucraineană (99,04%), existând în minoritate și vorbitori de alte limbi.